# Peder Erlandsson (Bååt)
Peder Erlandsson (Bååt) (den äldre), född 1472, död 30 maj 1540, var riksråd och lagman. Han var bror till riksrådet Henrik Erlandsson (Bååt).

## Biografi
Peder Erlandsson (Bååt) var son till riddaren Erland Petersson (Bååt) och Gertrud Birgersditter (sparre). Han kom att arbeta som väpnare. Han var riksråd 1523-1526, lagman i Ölands lagsaga 1523-1526. Han var i slottsloven på slottet Tre Kronor i Stockholm 1529, 1531 och 1538. Peder Erlandsson avled 1540 och begravdes i Sorunda kyrka.
Innehavare av Fituna i Sorunda socken och Ulfsunda i Bromma socken.

### Familj
Peder Erlandsson var gift med Märta Björnsdotter (pukehorn). Hon var dotter till Björn Jönisson (pukehorn) och Brita Månsdotter (Tre rosor). Märta Björnsdotter var änka efter Per Staffansson. Peder Erlandsson och Märta Björnsdotter fick tillsammans barnen riksrådet Björn Pedersson (Bååt) (död 1570), kyrkoherden Erland Pedersson (Bååt) (död 1558) i Sorunda församling och riksrådet Johan Pedersson (Bååt) (död 1590).